# Bundesstraße 189
Die Bundesstraße 189 (Abkürzung: B 189) ist eine deutsche Bundesstraße in den Bundesländern Brandenburg und Sachsen-Anhalt.
Sie verläuft von Magdeburg nach Wolmirstedt, sowie von Lüderitz über Stendal, Osterburg, Seehausen und Wittenberge bis nach Wittstock.

## Geschichte

### Ursprung
Nachdem die Berlin-Hamburger Chaussee zwischen 1827 und 1830 zur Kunststraße ausgebaut wurde, wurden in den 1840er Jahren auch die von Perleberg abzweigenden Verbindungswege ausgebaut. Zuerst wurde die Landstraße zwischen Wittenberge und Perleberg im Jahre 1843 zur Kunststraße ausgebaut. Der Straßenbau zwischen Wittenberge und Stendal erfolgte 1846 zeitgleich mit dem Bau der Eisenbahnlinie. 1849 wurde der östliche Streckenabschnitt von Perleberg nach Pritzwalk gebaut.

### Frühere Strecken und Bezeichnungen
Die preußische Staatschaussee Nr. 86a als Zweigstrecke der preußischen Staatschaussee Nr. 86 (heutige B 71) begann in Dolle und führte über Stendal, Osterburg und Seehausen nach Wittenberge.
Die Reichsstraße 189 wurde um 1937 eingeführt. Diese Straße lag vollständig auf dem Territorium der DDR und wurde als Fernverkehrsstraße 189 (Abkürzung F 189) bezeichnet. 2003 wurde diese Bundesstraße von Pritzwalk nach Wittstock (Anschlussstelle der A 19) durch Aufstufung der Landesstraße 15 zur Bundesstraße um 19,5 Kilometer verlängert. Eine weitere Verlängerung von Wittstock bis in den mecklenburgischen Ort Mirow ist geplant.

### Ersetzungen
Noch zu DDR-Zeiten wurde eine Umgehungsstraße für Wittenberge gebaut, die auf 21,5 Kilometern Länge von Weisen nach Seehausen führte. Im Zuge dieser Umgehungsstraße wurde eine neue Straßenbrücke über die Elbe errichtet, die mit ihrer Ausdehnung von 1.110 Metern die längste in der DDR gebaute Straßenbrücke war. Die Bauarbeiten begannen im Juni 1973 und wurden am 21. Juli 1978 mit der Freigabe der Umgehungsstraße abgeschlossen. In den 1980er Jahren erhielt auch Osterburg eine großzügige Umgehungsstraße.
2003 wurde die vierspurige B 189n als Westumfahrung im Bereich Barleben und Wolmirstedt fertiggestellt. Für die kreuzungsfreie Trasse, die unmittelbar an die A 2 anschließt, wurde der Mittellandkanal untertunnelt.
2004 wurden dann auf dem Gebiet Brandenburgs verschiedene Teilstücke ausgebaut. Zum einen das enge, kurvige und durch viele Bäume gesäumte knapp 4,5 Kilometer lange Straßenstück zwischen Kuhbier und Groß Pankow. Es wurde durch eine zweispurige Autostraße ersetzt.
Ein anderes Teilstück verlängert die Ortsumgehung Wittenberge zu einer neuen Ortsumgehung Perleberg. Teilweise ist die Straße hier dreispurig. Seit Juni 2005 wird nunmehr die Hansestadt Stendal im Süden (gemeinsam  mit der Bundesstraße 188) und im Osten auf einer Länge von ca. 10 km umfahren. Am 19. Dezember 2007 wurde der letzte Abschnitt der Ortsumgehung Pritzwalk für den Verkehr freigegeben. Derzeit wird der Abschnitt zwischen Perleberg und Pritzwalk, der zum Teil noch ohne Mittelmarkierung ausgeführt war, als kreuzungsfreie Straße ausgebaut. Im Zuge dessen wurde im Jahr 2013 die Ortsumfahrung Kuhbier gebaut und am 4. November desselben Jahres eröffnet. Dabei wurde eine rund 3,6 km lange Umfahrung für Kuhbier geschaffen, welcher auch einen großen Teil der Allee zwischen Pritzwalk und Kuhbier umgeht.
Zwischen dem Zubringer zur Anschlussstelle Colbitz (A 14) und der Anschlussstelle Wolmirstedt (A 14) wurde die B 189 am 29. Oktober 2014 zur Landesstraße 29 (später Landesstraße 38) herabgestuft.
Zwischen der Anschlussstelle Tangerhütte (A 14) und der Anschlussstelle Colbitz (A 14) wurde die B 189 am 14. September 2020 zur Landesstraße 38 herabgestuft. Der sich nördliche anschließende Abschnitt bis zur Kreuzung mit der L 30 Lüderitz folgte am 14. Dezember 2023. Der weitere Verlauf bis Wittenberge soll, nach Freigabe der entsprechenden Abschnitte der A 14 folgen.

## Ausbauzustand
Der Ausbauzustand der B 189 gliedert sich wie folgt:
| Abschnitt                                          | Streifen | Trennstreifen | Bemerkung       |
| -------------------------------------------------- | -------- | ------------- | --------------- |
| Wittstock/Dosse – L 154 Umfahrung Pritzwalk        | 2        | nein          |                 |
| L 154 Umfahrung Pritzwalk – Groß Pankow (Prignitz) | 2        | nein          | kreuzungsfrei   |
| Groß Pankow (Prignitz) – Umfahrung Perleberg       | 2        | nein          |                 |
| Umfahrung Perleberg L 10                           | 3        | nein          | kreuzungsfrei   |
| L 10 Umfahrung Perleberg – L 44 Wolmirstedt        | 2        | nein          |                 |
| L 44 Wolmirstedt – Magdeburg                       | 4        | ja            | autobahnähnlich |

## Bundesstraße 189n
Die geplanten Ortsumgehungen der B 189 werden auch als B 189n bezeichnet.
Auf der Strecke der Bundesstraße 189 verlaufen keine Europastraßen oder Ferienstraßen.